# Живот је сан
Живот је сан дело је Педра Калдерона де ла Барке објављено 1636. године, које припада књижевном покрету барока. Централна тема је слобода људског бића да конфигурише свој живот, а да га не понесе тобожња судбина.
Концепција живота као сна врло је стара, постоје референце у хиндуистичкој мисли, персијском мистицизму, будистичком моралу, јудео - хришћанској традицији и грчкој филозофији. Због тога се чак сматрала и књижевном темом.